# Luigi Ferdinando Marsigli
Luigi Ferdinando Marsigli (Boloña, 10 de julio de 1658-Boloña, 1 de noviembre de 1730), fue un científico y militar italiano de fin del siglo XVII, que fue también a la vez geógrafo, naturalista, geólogo y botánico.

## Biografía
Era miembro de una de las más antiguas familias patricias, Luigi Ferdinando Marsigli, que portaba el título de conde, tuvo de preceptores a los mejores profesores de su tiempo. Se interesó particularmente en la matemática, la anatomía, y a historia natural.
A partir de 1679, combatió como militar, a cuenta de la República de Venecia primero, y luego a la de Leopoldo I de Habsburgo (1640-1705) contra los Otomanos que amenazaban invadir Hungría. Fue capturado en 1683 y reducido a la esclavitud. Un año después fue liberado, tras el pago de rescate. Retornó, y se encargó de la organización de las fronteras entre la República de Venecia, el Imperio otomano y el Sacro Imperio Romano Germánico. Durante la guerra de la Sucesión de España, asistió al comandante de la fortaleza de Brisach, el conde de Arco que se rindió en 1703 y fue decapitado. A pesar de esa carrera militar, el conde Marsigli siempre encontró tiempo para sus estudios. Dibujó plantas, hizo observaciones astronómicas, estudió la fauna, minerales y fósiles.Y siempre que pudo, al viajar, recogió muestras y antigüedades de todo tipo.
Presentó sus colecciones al Senado de Bolonia en 1712, antes de abrir su Instituto de Ciencias y de Artes (probablemente en 1715). Seis profesores fueron responsables de diferentes áreas del Instituto, y más tarde agregó una imprenta para producir documentos en latín, en griego, en hebreo y en árabe. Y fue gerenciado por los Dominicos, y puesto bajo el patrocinio de Santo Tomás de Aquino.
Su obra principal en Danubius Pannonico-mysicus, publicado en La Haya en 1726, Marsigli figura (un poco brevemente) aves, y también sus nidos y huevos. Se publicó, después de veinte años de retraso, en 1726 en Ámsterdam y La Haya. Las cartas de los trabajos fueron publicados como un atlas en 1744. Su tratado sobre los océanos se publicó en 1725, por lo que posteriormente fue considerado el padre fundador de la oceanografía moderna.
En 1727, aumentó aún más sus colecciones, objetos y muestras procedentes de Asia, que recogió durante un viaje por Gran Bretaña y los Países Bajos.

## Algunas publicaciones
- Bevanda asiatica. Trattello sul caffè. Ed. Salerno, Roma 1998, ISBN 88-8402-236-3
- Osservazioni interne al Bosforo Tracio. Roma, 1681
- Histoire physique de la mer. Ámsterdam, 1725
- Danubius Pannonico-mysicus, observationibus geographicis, astronomicis, hydrographicis, historicis, physicis perlustratus... 6 vols. La Haya, 1726. Vízügyi Múzeum, Budapest 2004, ISBN 963-217-033-4
- L'État militaire de l'empire ottoman. Ámsterdam, 1732. ADEVA, Graz 1972, ISBN 3-201-00769-2
- Lettere. Liguori, Bologna 1978, ISBN 88-207-0731-4 (eds. von Ornella Moroni)
- Ragguaglio della schiavitú. Salerno Edizione, Roma 1996, ISBN 88-8402-186-3

## Honores
En 1715, fue nombrado miembro extranjero de la Academia de Ciencias de París, era también miembro de la Royal Society de Londres, y de la de Montpellier.

### Epónimos
Carlos Linneo lo honra con el género Marsilea de la familia Marsileaceae.
- La abreviatura «L.Marsili» se emplea para indicar a Luigi Ferdinando Marsigli como autoridad en la descripción y clasificación científica de los vegetales.[3]